# Bracon byurakanicus
Bracon byurakanicus är en stekelart som beskrevs av Vladimir Ivanovich Tobias 1976. Bracon byurakanicus ingår i släktet Bracon och familjen bracksteklar. Inga underarter finns listade.